# 680-as busz (2007–2014)
A 680-as jelzésű elővárosi autóbusz Budapest, Vermes Miklós utca és Szigetszentmiklós, autóbusz-forduló között közlekedett, Lakihegy érintésével. A járatot a Volánbusz üzemeltette.

## Története
Korábban 2622-es számú helyi járatként közlekedett. 2007. december 9-étől ez a vonal is megkapta – a 800-as járatok után – a háromjegyű számozást. Budapesti egyesített bérlettel igénybe lehetett venni.
2014. augusztus 23-án a BKK beindította szigetszentmiklósi járatait, emiatt a 679-es, 680-as, 682-es és 683-as busz megszűnt.

## Menetrend
A 679-es és 680-as busz azonos útvonalon szállított az utasokat. A 679-es busz eredetileg Auchan Sziget járatként közlekedett, de csak munkanapon járt körforgalmi járatként, vagyis Csepel-től egészen Szigetszentmiklós, József Attila-telep-ig, majd visszafordult Csepel felé. A 680-as buszok nem közlekedtek hétvégén csak a 679-es buszok Auchan Sziget Áruház és Szigetszentmiklós József Attila-telep között.

## Megállóhelyei
| 0  | Budapest, Vermes Miklós utca végállomás       | 74 |
| 2  | Budapest, Karácsony Sándor utca               | 72 |
| 3  | Budapest, Csepel HÉV-állomás                  | 70 |
| 4  | Budapest, Erdősor utca                        | 69 |
| 5  | Budapest, Vas Gereben utca                    | 68 |
| 6  | Budapest, Tejút utca                          | 67 |
| 7  | Budapest, Csepeli temető                      | 66 |
| 9  | Budapest, Hárosi iskola                       | 64 |
| 10 | Budapest, Szilvafa utca                       | 63 |
| 11 | Budapest, Almafa utca                         | 62 |
| 12 | Budapest, Vízművek lakótelep                  | 61 |
| 14 | Budapest, Hárosi csárda                       | 59 |
| 16 | Auchan Sziget áruház                          | 56 |
| 18 | Lakihegy, Áruházi bekötőút                    | 54 |
| 19 | Lakihegy, Gát utca                            | 53 |
| 20 | Lakihegy, Lacházi fogadó                      | 52 |
| 21 | Lakihegy, Cseresznyés utca                    | 51 |
| 25 | Szigetszentmiklós, Massányi úti lakópark      | 47 |
| 26 | Szigetszentmiklós, autóbusz-forduló           | ∫  |
| 27 | Szigetszentmiklós, Kölcsey utca               | ∫  |
| 28 | Szigetszentmiklós, Lehel utca                 | ∫  |
| 30 | Szigetszentmiklós, városháza                  | ∫  |
| 32 | Szigetszentmiklós, Városi Könyvtár            | ∫  |
| 34 | Szigetszentmiklós, Miklós Pláza               | ∫  |
| 36 | Szigetszentmiklós, József Attila-telep        | ∫  |
| 38 | Szigetszentmiklós, Bajcsy-Zsilinszky utca ABC | ∫  |
| 39 | Szigetszentmiklós, Jókai utca                 | ∫  |
| 40 | Szigetszentmiklós, Akácfa körút               | ∫  |
| 41 | Szigetszentmiklós, Tököli utca 63.            | ∫  |
| 42 | Szigetszentmiklós, Miklós tér                 | ∫  |
| 43 | Szigetszentmiklós, Óvoda                      | ∫  |
| 44 | Szigetszentmiklós, Ősz utca                   | ∫  |
| 45 | Szigetszentmiklós, Széchenyi utca 56.         | ∫  |
| 46 | Szigetszentmiklós, autóbusz-forduló           | 46 |